# 比量
比量（ひりょう、梵: Anumāna）とは、主にインド哲学や仏教における量説の一つで、推論の意味である。

## 三支作法
仏教では、陳那によって、比量を3つの「宗」 「因」「喩」で論式を立てる。
1. 宗 声は無常なり
2. 因 所作性の故に
3. 喩 瓶等の如し（同喩）、虚空等の如し（異喩）

## 五分作法
ニヤーヤ学派では、論式を5部に分けて示す。
1. 主張 かの山は火を有するものなり
2. 理由 煙を有するものであるから
3. 実例 なにものでも煙を有するものは火を有する。例えば台所のかまどのごとし
4. 適用 煙あるかまどのごとく、かの山もかくのごとし
5. 結論 ゆえにかの山は火を有するものなり